# 大成町
大成町（たいせいちょう）は、北海道南西部、檜山支庁中部にあって、日本海に面していた町。
町名は1955年に久遠村と貝取澗村が合併した際、町の発展を願って名付けられた。
2005年9月1日、久遠郡大成町・瀬棚郡瀬棚町・北檜山町の3町は新設合併により、大成町区域は、久遠郡せたな町の合併特例区の一つ「大成区」となった。せたな町の本庁舎は旧北檜山町役場に置かれている。
尚、「久遠郡」は合併後も「久遠郡せたな町」として残った。久遠郡は合併により拡大した、全国でも数少ない例である。瀬棚郡北檜山町が町役場を、瀬棚郡瀬棚町が町名を、そして久遠郡大成町が郡名をそれぞれ引き継ぐ形となった。

## 地理
町役場は北海道本島で最も西に位置する。日本海に面する海岸線(約36km) は奇岩や岩礁が連なる。北東部は山岳地帯となっており、町の大部分が傾斜地である。
- 山：遊楽部岳(1,277m)、白水岳(1,136m)、毛無山 (816m)
- 岬：尾花岬、ツラツラ岬、長磯岬

### 隣接していた自治体
檜山支庁
- 瀬棚郡：北檜山町
- 爾志郡：熊石町（現・二海郡八雲町）

## 歴史

### 行政の沿革
- 1902年 北海道二級町村制施行により、久遠村が発足する。
- 1923年 北海道二級町村制施行により、貝取澗村が発足する。
- 1955年7月20日 久遠村及び貝取澗村が合併し、大成村が発足する。
- 1966年 町制施行し、大成町となる。
- 2005年9月1日 久遠郡大成町、瀬棚郡瀬棚町及び北檜山町が合併し、久遠郡せたな町が発足する。

### 主な出来事
- 1959年（昭和34年）9月 - 宮古島台風が北海道南部に上陸。熊石村と合わせて数百戸が流失する被害[1]。
- 1993年（平成5年）7月12日 - 北海道南西沖地震が発生。地震により発生した津波により10人が死亡[2]。

## 経済・産業
- イカ、ホッケ、アワビなどの水産業が盛ん。久遠漁港がある。

## 国勢調査人口の推移
| 1920年 | 4,658 | 久遠村・貝取澗村・長磯村・平田内村 |
| 1925年 | 4,575 | 久遠村・貝取澗村                   |
| 1930年 | 4,961 | 久遠村・貝取澗村                   |
| 1935年 | 5,422 | 久遠村・貝取澗村                   |
| 1940年 | 5,515 | 久遠村・貝取澗村                   |
| 1947年 | 6,588 | 久遠村・貝取澗村                   |
| 1950年 | 7,190 | 久遠村・貝取澗村                   |
| 1955年 | 7,232 | 大成村                             |
| 1960年 | 7,128 | 大成村                             |
| 1965年 | 6,180 | 大成村                             |
| 1970年 | 5,111 |                                    |
| 1975年 | 4,661 |                                    |
| 1980年 | 3,813 |                                    |
| 1985年 | 3,615 |                                    |
| 1990年 | 3,168 |                                    |
| 1995年 | 2,919 |                                    |
| 2000年 | 2,730 |                                    |

## 教育
- 町立高等学校：北海道大成高等学校
- 中学校：大成
- 小学校：久遠、長磯、平田内

## 交通

### 鉄道
町内を鉄道路線は通っていない。鉄道を利用する場合の最寄り駅は、JR北海道函館本線八雲駅。

### バス
- 函館バス

### 道路
一般国道
- 国道229号

都道府県道
- 北海道道740号北檜山大成線

道の駅
- てっくいランド大成

## 名所・旧跡・観光スポット・祭事・催事
- 長磯海岸、太田海岸
- 親子熊岩：町のシンボル。カントリーマークに採り入れられている。
- 太田山神社
- 太田定灯篭
- 平浜海水浴場